# John Lyons (acteur)
John Lyons (Londen, Engeland, 14 september 1943) is een Engelse toneelspeler en acteur in televisieseries. Hij is het meest bekend als de Detective Sergeant George Toolan in 39 afleveringen van de reeds lang lopende serie A Touch of Frost (1992–2010) naast David Jason die de rol van Frost speelt. Hij acteert echter al in televisieseries en films sinds 1964. Zo speelde hij onder meer gastrollen in On the Buses, George and Mildred, The Onedin Line en Man About the House.
Filmrollen (of rolletjes) vertolkte hij onder meer in Action Jackson, Bullseye! en Blues Brothers 2000.
In september 2005 was Lyons een van de spelers bij 's werelds langst lopende toneelstuk The Mousetrap, in Londens West End.

## Filmografie
- Catch Hand (televisieserie) – Peter Rudd (afl. "Because It Was There", 1964)
- Thirty-Minute Theatre (televisieserie) – Squire (afl. "Laying It Off for Spangle", 1965)
- Nineteen Eighty Four (televisiefilm, 1965) – Prole-jeugd
- Redcap (televisieserie) – Hobbs (afl. "The Pride of the Regiment", 1966)
- United! (televisieserie) – Alan Murdoch (1966–1967)
- Z-Cars (televisieserie) – tweede schurk (afl. "They're Not Supposed to Do That - Are They?: Part 1 & 2", 1967)
- Softly, Softly (televisieserie) – Struthers (afl. "Diversion", 1969)
- UFO (televisieserie) – bewaker SHADO (afl. "Mindbender", 1971)
- UFO (televisieserie) – bewaker studio (afl. "Timelash", 1971)
- Follyfoot (televisieserie) – fotograaf (afl. "The Charity Horse", 1971)
- Dr Jekyll and Sister Hyde (1971) – tweede zeeman
- The Onedin Line (televisieserie) – bemanningslid (afl. "Salvage", 1971)
- On the Buses (televisieserie) – Bert (2 afl., 1971)
- The Liver Birds (televisieserie) – feestganger (afl. "One's a Crowd", 1972)
- Spring and Autumn (televisieserie) – de man (afl. "Pilot: Spring and Autumn", 1972)
- Public Eye (televisieserie) – Lucas (afl. "Girl in Blue", 1972)
- Yellow Dog (1973) – moordzuchtige gek
- On the Buses (televisieserie) – Bill (afl. "Goodbye Stan", 1973)
- On the Buses (televisieserie) – Sid (afl. "The Allowance", 1973)
- Doctor in Charge (televisieserie) – Mr. Peterson (afl. "The Epidemic", 1973)
- Upstairs, Downstairs (televisieserie) – Charlie (afl. "Home Fires", 1974)
- Play for Today (televisieserie) – Phillip (afl. "Moss", 1975)
- The Tomorrow People (televisieserie) – sergeant Evans (afl. "The Revenge of Jedikiah: Part 2 & 3", 1975)
- Man About the House (televisieserie) – vuilnisman (afl. "How Does Your Garden Grow?", 1975)
- The Sweeney (televisieserie) – Det. Sgt. Jim Huke (afl. "Bad Apple", 1976)
- The Crezz (televisieserie) – politie-sergeant (afl. "Fire Down Below", 1976)
- George and Mildred (televisieserie) – behanger (afl. "My Husband Next Door", 1976)
- Play for Today (televisieserie) – pr-man (afl. "Spend Spend Spend", 1977)
- The Fosters (televisieserie) – Arthur (afl. "That Lovely Weekend", 1977)
- Target (televisieserie) – Smith (afl. "Blow Out", 1977)
- Sweeney 2 (1978) – Mead
- George and Mildred (televisieserie) – melkman (afl. "And So to Bed", 1978)
- A Moment in Time (televisiefilm, 1979) – sergeant
- Mind Your Language (televisieserie) – politieman (afl. "Guilty or Not Guilty", 1979)
- George and Mildred (televisieserie) – barman (afl. "The Twenty Six Year Itch", 1979)
- Spooner's Patch (televisieserie) – politieagent Killick (1979–1982)
- The Bill (televisieserie) – onderzoeker brandweer (2 afl., 1984/1985)
- The December Rose (miniserie, 1986) – waterpolitie
- Action Jackson (1988) – bewaker jacht #1
- The Case of the Hillside Stranglers (televisiefilm, 1989) – ex-gedetineerde
- The Nineteenth Hole (televisieserie) – Dennis (7 afl., 1989)
- Bullseye! (1990) – bewaker trein
- Gawain and the Green Knight (televisiefilm, 1991) – Woodman
- Harry (televisieserie) – rol onbekend (afl. 1.5, 1993)
- Blues Brothers 2000 (1998) – Russische schurk #5
- Doctors (televisieserie) – Henry Fletcher (afl. "Rainy Days & Sundays", 2006)
- Spooks: Code 9 (televisieserie) – gangster (afl. 1.3, 2008)
- Shameless (televisieserie) – bezorger (afl. 6.4, 2009)
- A Touch of Frost (televisieserie) – DS George Toolan (39 afl., 1992–2010)

- Library of Congress Control Number: no2018162998
- Virtual International Authority File: 5694154441746835460008
- WorldCat: E39PBJvtf7VYjKp8YFvythdfbd